# Bravo-Jahrescharts 1986
Die Jugendzeitschrift Bravo erscheint seit 1956 und enthält in jeder Wochenausgabe eine Hitliste, die von den Lesern gewählt wurde. Zum Jahresende wird eine Jahreshitliste erstellt, die Bravo-Jahrescharts. Seit 1960 wählen die Bravo-Leser zudem ihre beliebtesten Gesangsstars und dekorieren sie mit dem Bravo Otto.

## Bravo-Jahrescharts 1986
1. Jeanny – Falco – 353 Punkte
2. Hunting High and Low – a-ha – 305 Punkte
3. Atlantis Is Calling (S.O.S. for Love) – Modern Talking – 298 Punkte
4. Touch Me (I Want Your Body) – Samantha Fox – 273 Punkte
5. Brother Louie – Modern Talking – 264 Punkte
6. Papa Don’t Preach – Madonna – 254 Punkte
7. The Final Countdown – Europe – 249 Punkte
8. Lessons in Love – Level 42 – 245 Punkte
9. Midnight Lady – Chris Norman – 239 Punkte
10. The Sun Always Shines on T.V. – a-ha – 229 Punkte

## Bravo-Otto-Wahl 1986

### Rock-Gruppe
1. Goldener Otto: a-ha
2. Silberner Otto: Modern Talking
3. Bronzener Otto: Depeche Mode

### Hard-'n-Heavy-Gruppe
1. Goldener Otto: Europe
2. Silberner Otto: Scorpions
3. Bronzener Otto: ZZ Top

### Sänger
1. Goldener Otto: Falco
2. Silberner Otto: Den Harrow
3. Bronzener Otto: Chris Norman

### Sängerinnen
1. Goldener Otto: Madonna
2. Silberner Otto: Samantha Fox
3. Bronzener Otto: Sandra